# Faurea lucida
Faurea lucida là một loài thực vật có hoa trong họ Quắn hoa. Loài này được De Wild. miêu tả khoa học đầu tiên năm 1929.